# История Египта
История цивилизации в Египте насчитывает более 5 тысячелетий.

## История Древнего Египта

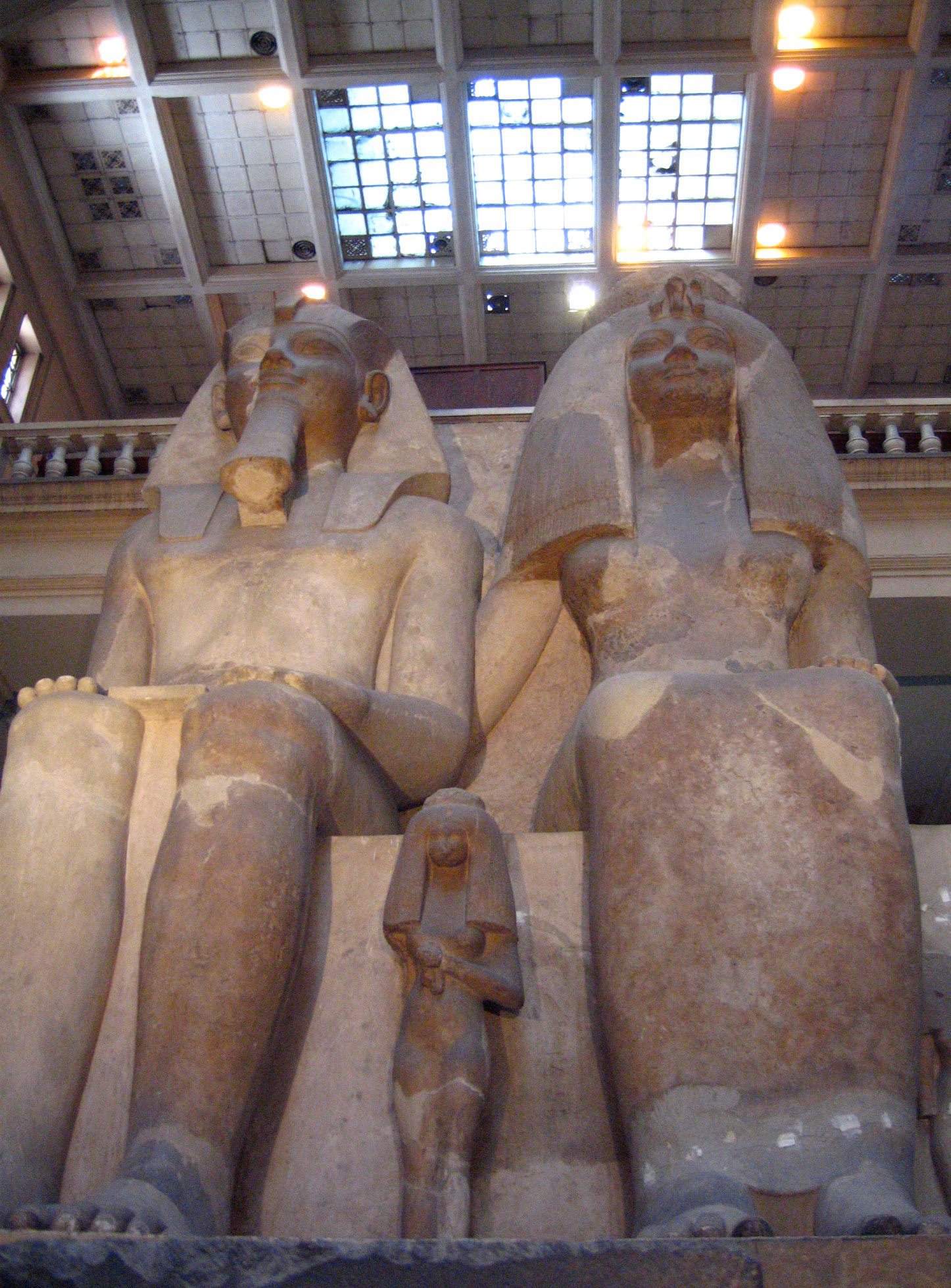
Семья фараона Аменхотепа III — одного из фараонов XVIII династии

- ок. 3000 года до н. э. — объединение Египта фараоном Менесом.
- ок. 2700 года до н. э. — начало Древнего царства со столицей в нижнеегипетском Мемфисе.
- ок. 2000 года до н. э. — новая эпоха истории Египта, Среднее царство, со столицей в верхнеегипетском городе Фивы.
- 1700 год до н. э. — нашествие гиксосов с севера Египта, которые воспользовались колесницами.
- 1479—1425 годы до н. э. — правление Тутмоса III.
- 1279—1213 годы до н. э. — правление Рамсеса II.
- 671 год до н. э. — завоевание Египта ассирийским царём Асархаддоном.
- 655 год до н. э. — изгнание ассирийцев Псамметихом I и основание им последнего самостоятельного египетского царства со столицей в Саисе.
- 525 год до н. э. — завоевание Египта персидским царём Камбизом II.

## Греко-римский период
- 332 г. до н. э. — завоевание Египта Александром Македонским. Основана Александрия.
- 30 г. до н. э. — аннексия Египта Римом.

## Египет в составе государства Сасанидов
- 618—621 — вторжение армии Сасанидов.

## Египет в составе Арабского халифата. Тулуниды. Фатимиды. Айюбиды. Мамлюки

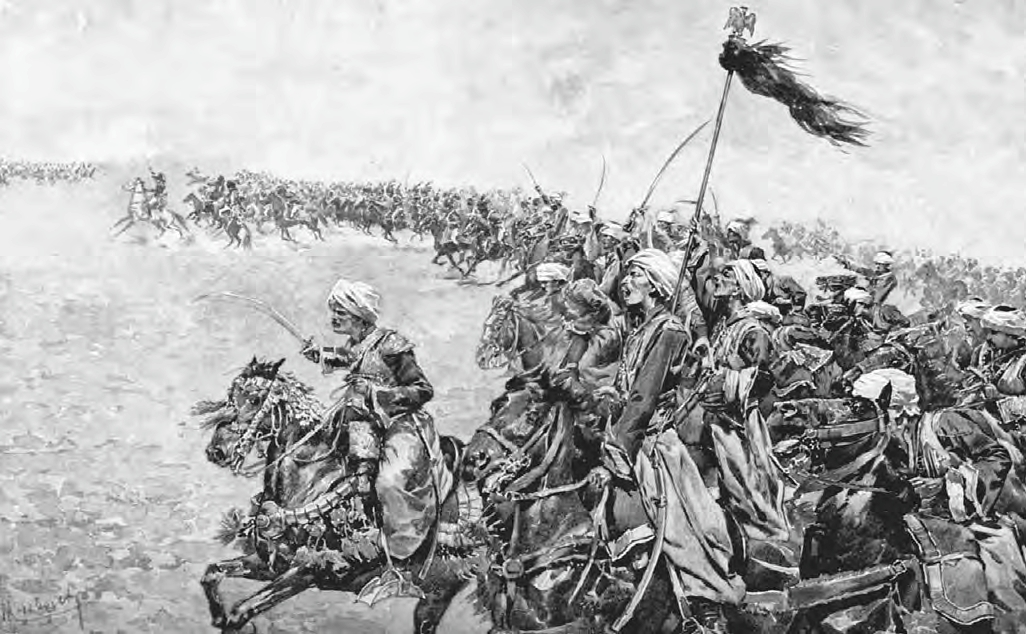
Мамелюкские воины

- 639 — вторжение арабов. Распространение ислама.
- 725—733 — коптское восстание.
- 868 — назначение Ахмада ибн Тулуна наместником Египта. При нём Египет становится фактически независимым владением (См. Государство Тулунидов).
- 969 — фатимидское завоевание. Начало правления Фатимидов. Египет перестаёт быть частью Аббасидского халифата даже номинально. Египет стал независимым от Багдада за несколько лет перед этим. Основание Каира.
- 972 — возведение ал-Азхара, создание древнейшего из существующих ныне университетов мира.
- 996—1021 — правление фатимидского халифа ал-Хакима. Интенсивное монументальное строительство в Каире.
- 1036—1094 — правление фатимидского халифа Мустансира. Тяжёлый экономический, политический и социальный кризис.
- 1073—1094 — реальная власть оказывается в руках визиря Бадра ал-Джамали. Стабилизация экономического, политического и социального положения.
- 15 июля 1099 — крестоносцы захватывают Иерусалим и оказываются вблизи египетских границ.
- 1171 — вторжение Саладина. Начало правления Айюбидов.
- 1250 — революция мамлюков. Султаном становится Айбек.
- 1260 — отражение вторжения монголов.
- 1261 — мамлюки приглашают халифов Аббасидов на пост верховного духовного лица.
- 1347 — начало «Чёрной смерти», катастрофической эпидемии чумы, нанёсший сокрушительный удар по населению и экономике Египта и соседних стран.
- 1382—1517 — династия Бурджитов («черкесские мамлюки»).

## Египет в составе Османской империи

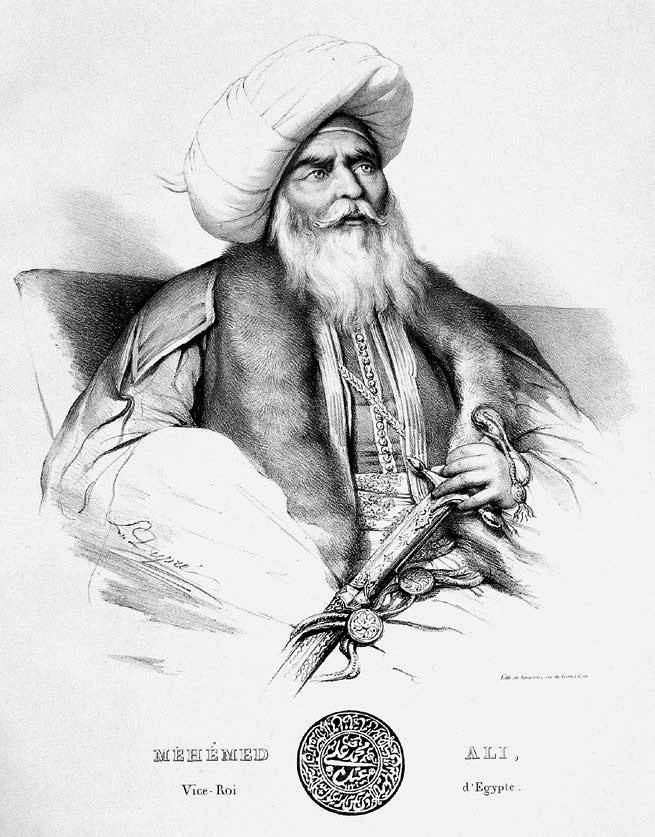
Мухаммед Али Египетский

- 1517—1914 — Египет в составе  Османской империи . Им правят османские наместники — паши.
- 1524 — мятеж османского наместника в Египте Ахмада-Паши.
- 1527 — проведение первого османского кадастрового обследования.
- 1576 — установление прямой османской администрации на территории Верхнего Египта. До этого большая часть Верхнего Египта находилась под фактической властью бедуинских шейхов.
- 1798—1801 — вторжение французов под предводительством Наполеона. Битва у пирамид (1798). Битва при Абукире (1799).
- 1805 — приход к власти паши Мухаммада Али (правил в 1805—1848 годы), признававшего власть турецких султанов лишь номинально. Он приступил к реформам в Египте, решив реорганизовать армию, правительство и самый строй египетской жизни в европейском духе.
- 1807 — отражение Александрийской экспедиции британцев.
- 1811 — избиение мамлюков.
- 1811—1818 — война против аравийских ваххабитов, разгром ваххабитов армиями Мухаммада Али.
- 1819—1822 — завоевание Судана.
- 1863—1879 — правление хедива Исмаил-Паши. Реформы правителя, объективно способствовавшие капиталистическому развитию и модернизации страны.
- 1859—1869 — строительство Суэцкого канала под руководством француза Ф. Лессепса.
- 25 ноября 1875 года — продажа для погашения долгов египетским правителем Исмаилом-пашой Англии своих 46 % акций Суэцкого канала. Остальными акциями уже владели французы. Таким образом, Египет полностью утрачивает контроль над Суэцким каналом.
- 1881—1898 — антиегипетский мятеж махдистов в Судане.
- 1881—1882 — восстание полковника Ахмада Ораби-Паши. Возглавил выступление Каирского гарнизона, проходившее под лозунгом «Египет для египтян», приведшее к отставке правительства хедива и созданию национального правительства.
- 11 июля — 15 сентября 1882 — Англо-египетская война.
- 1882 — английская оккупация при формальном сохранении прав Турции на эту территорию.
- 19 января 1899 года Великобритания и Египет подписали соглашение об установлении совместного управления в Судане (англо-египетский кондоминиум). Чиновниками высшего звена стали англичане, а среднего — египтяне. Фактически Судан был превращён в колонию Великобритании.

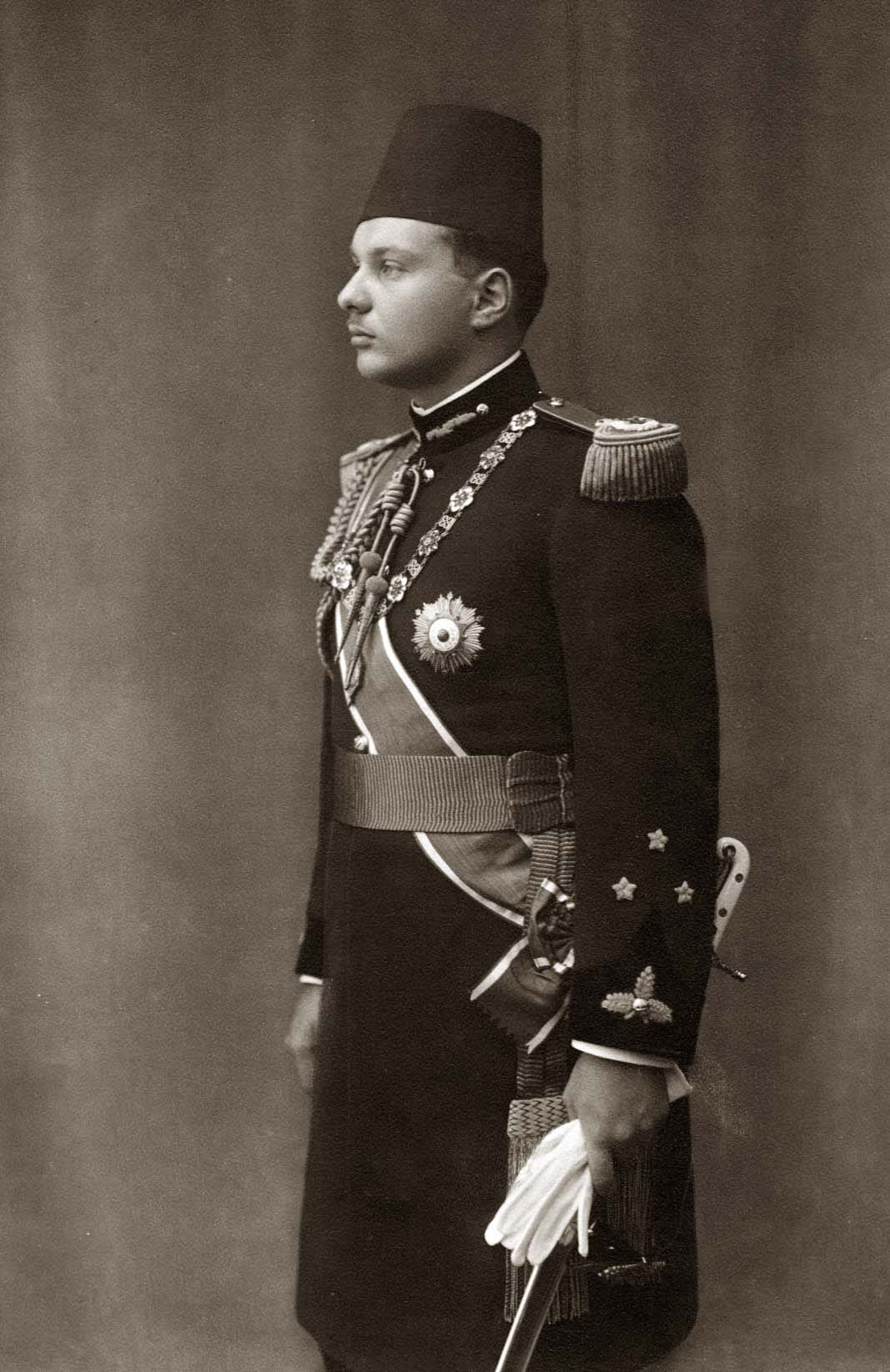
Египетский король Фарук

- 1908 — основание Каирского университета, первого египетского университета современного типа.

## Новейшая история Египта
- 1914—1922 — Египетский султанат де-юре протекторат Великобритании.
- 5 ноября 1914 года — оккупационные британские войска свергли хедива Египта и Судана Аббаса Хильми II. Вновь созданный Египетский султанат был объявлен британским протекторатом.
- 19 декабря 1914 года — дядя последнего хедива Хусейн Камиль был объявлен султаном Египта и Судана.
- С марта по апрель 1919 года — массовые демонстрации и забастовки по всему Египту, ненасильственные акции гражданского неповиновения в поддержку политических лидеров либерально-националистической партии «Вафд».
- 28 февраля 1922 года Великобритания в одностороннем порядке формально признала независимость Египта. Государство провозглашается королевством (Королевство Египет). Султан Египта и Судана (с 1917 года) Фуад I становится королём Египта и Судана.
- 1922—1923 — раскопки гробницы Тутанхамона.
- 1923 — вводится конституция, предусматривающая деятельность парламента.
- 1936 — между Англией и Египтом была достигнута договорённость, согласно которой Египет становился полностью независимым государством, однако британские войска оставались в зоне канала ещё на 20 лет, до 1956 года (в этом году договор должен был быть пересмотрен и мог быть продлён).

- 1939—1945 — Египет во Второй мировой войне

В период после Второй мировой войны египетская история во многом определялась арабо-израильским конфликтом и процессами деколонизации в мире.

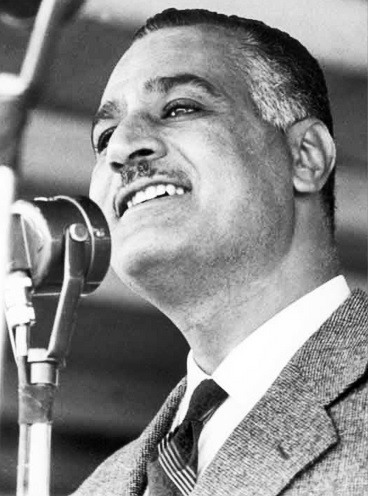
Гамаль Абдель Насер

- 1948 — Арабо-израильская война (1947—1949). Поражение Египта.
- 15 октября 1951 года — парламент Египта утвердил закон о расторжении англо-египетского договора 1936 года и англо-египетского соглашения 1899 года по Судану. Три года спустя Великобритания согласилась вывести свои войска из зоны Суэцкого канала. Вывод был завершён в июле 1956 года и, следовательно вывод британских войск рассматривался как право на полную независимость Египта.
- В 1952 году организация либерально настроенных военных «Свободные офицеры», во главе которых стоял Гамаль Абдель Насер в результате военного переворота свергла короля Фарука I, в следующем году в стране была установлена республика (Республика Египет). Первым президентом стал генерал Нагиб.

В области внешней политики страна взяла курс на защиту интересов арабской нации, потребовала вывода английских войск из зоны Суэцкого канала, отстаивала право палестинских арабов на собственное государство. Со второй половины 1950-х Насер, не встретивший позитивной реакции со стороны США и Великобритании, стал обращаться за финансовой и моральной поддержкой к странам Восточной Европы и СССР.
- Египет после Июльской революции 1952 года признал право суданского народа на самоопределение.
- В августе 1955 года суданский парламент принял решение об окончательном прекращении действия англо-египетского кондоминиума, и в том же году английские и египетские войска были выведены из Судана.
- 26 июля 1956 — национализация Суэцкого канала и последовавший Суэцкий кризис 
 Октябрь 1956 — март 1957]— военные действия Англии, Франции и Израиля в зоне Суэцкого канала и с последующей оккупацией Синайского полуострова Израилем.
- 21 февраля 1958 года в Египте и Сирии прошли референдумы об объединении Египта и Сирии в единое государство, а Насер был избран президентом Объединённой Арабской Республики (ОАР). Акт об объединении стран был подписан их президентами 22 февраля 1958 г.
- 1960—1970 — строительство Асуанского гидроузла при финансовом и техническом содействии СССР.
- 28 сентября 1961 года офицеры сирийской армии захватили власть в Дамаске, арестовали и выслали из Сирии представителя Насера маршала Абдель Хаким Амера и объявили о выходе Сирии из ОАР. Несмотря на большую личную популярность Насера, Сирия вышла из ОАР из-за противоречий, вызванных претензиями Египта на ведущую роль. Объединённая Арабская Республика (Египет сохранил это официальное название по сентябрь 1971 года) стала унитарным государством.
- 1967 — Шестидневная война с Израилем. Израильская оккупация Синайского полуострова.
- 28 сентября 1970 года скоропостижно умер Г. А. Насер и после фракционной борьбы в мае 1971 года в правящей партии Арабский социалистический союз (так называемая, Майская исправительная революция) ему унаследовал вице-президент Анвар Садат.
- 1971 — принятие новой Конституции Египта и нового названия государства — Арабская Республика Египет. Начало отхода от социалистического пути.
- 17 апреля 1971 года в одной из ливийских столиц — городе Бенгази египетским, сирийским и ливийским руководителями был подписан договор о создании Федерации Арабских Республик, однако о создании ФАР было объявлено лишь 2 августа 1971 г. В марте 1972 года во всех трёх странах создание ФАР получило одобрение на референдумах и с 1 января того же года федерация с едиными государственными флагом и гербом существовала официально.
- 1973 — Война Судного Дня (Война «Йом Кипур») с Израилем.
- 1977 — пограничный конфликт с Ливией.

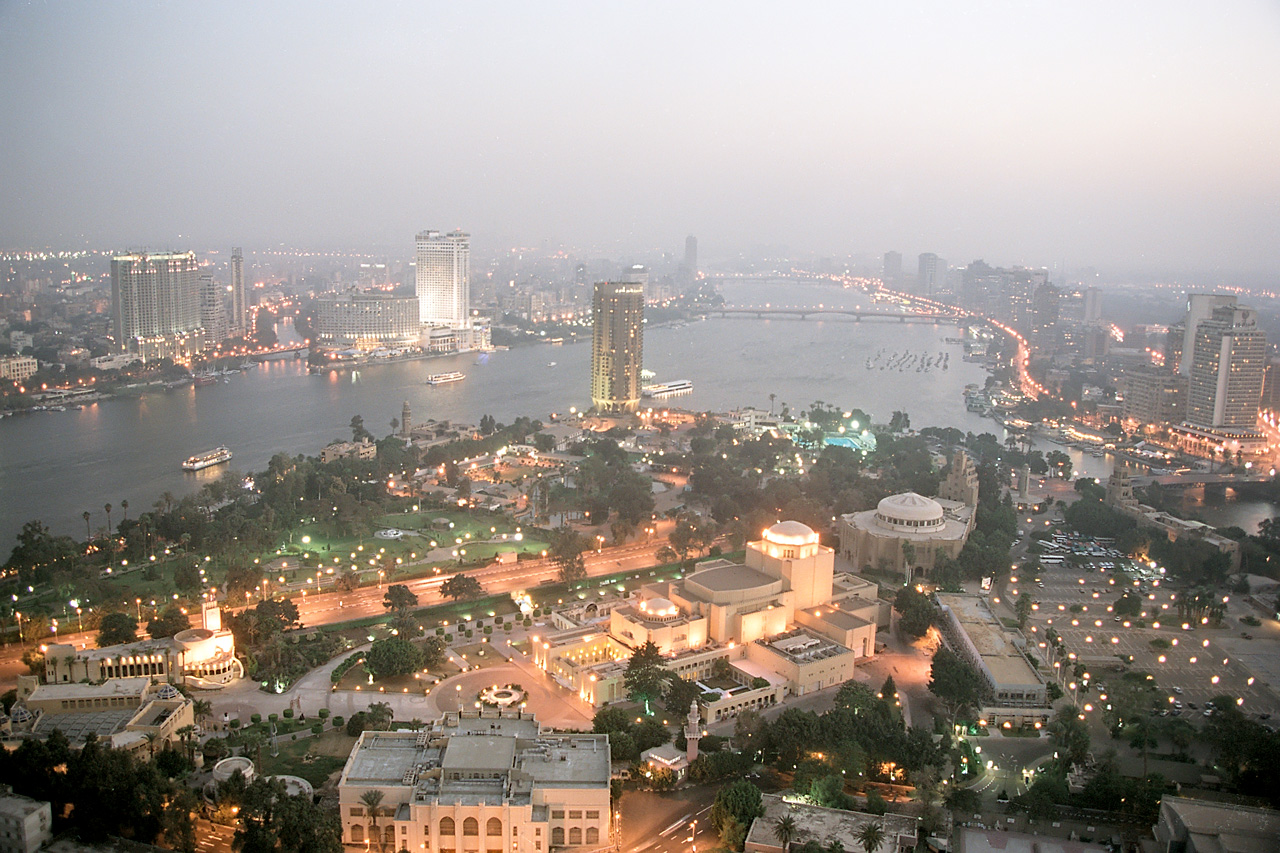
Современный Каир, октябрь 2004 г.

- Ноябрь 1977 — исторический визит А. Садата в Израиль, где он выступил перед Кнессетом в Иерусалиме, признав за еврейским государством, таким образом, право на существование. Тем самым, Египет — самая большая и сильная в военном отношении арабская страна — первой денонсировала провозглашённый в 1967 году в Хартумской резолюции принцип «трёх нет» — «нет» миру с Израилем, «нет» — признанию Израиля, «нет» — переговорам с Израилем. Этот беспрецедентный акт положил начало серьёзному мирному процессу.[1]
- Сентябрь, 1978 — президент Египта А. Садат и премьер-министр Израиля Менахем Бегин собрались для ведения переговоров в Кэмп-Дэвиде — загородной резиденции президента США. В итоге этих переговоров были подписаны Кэмп-Дэвидские соглашения.
- 1979 — подписание мира с Израилем в обмен на Синайский полуостров. Изгнание Египта из Лиги арабских государств.
- 1981 — убийство президента Анвара Садата религиозными фундаменталистами, приход к власти Хосни Мубарака.
- 1989 — восстановление в Лиге арабских государств.

В 1990-х годах воинствующие исламские фундаменталисты пытались серией терактов против туристической индустрии и убийств политических деятелей дестабилизировать Египет, но в результате эффективной кампании силовых министерств страны к концу десятилетия их активность была сведена на нет. В период с 14 октября 1981 года по 1 июня 2012 года страна находилась под действием чрезвычайного положения, продлевавшегося несколько раз на различные сроки.

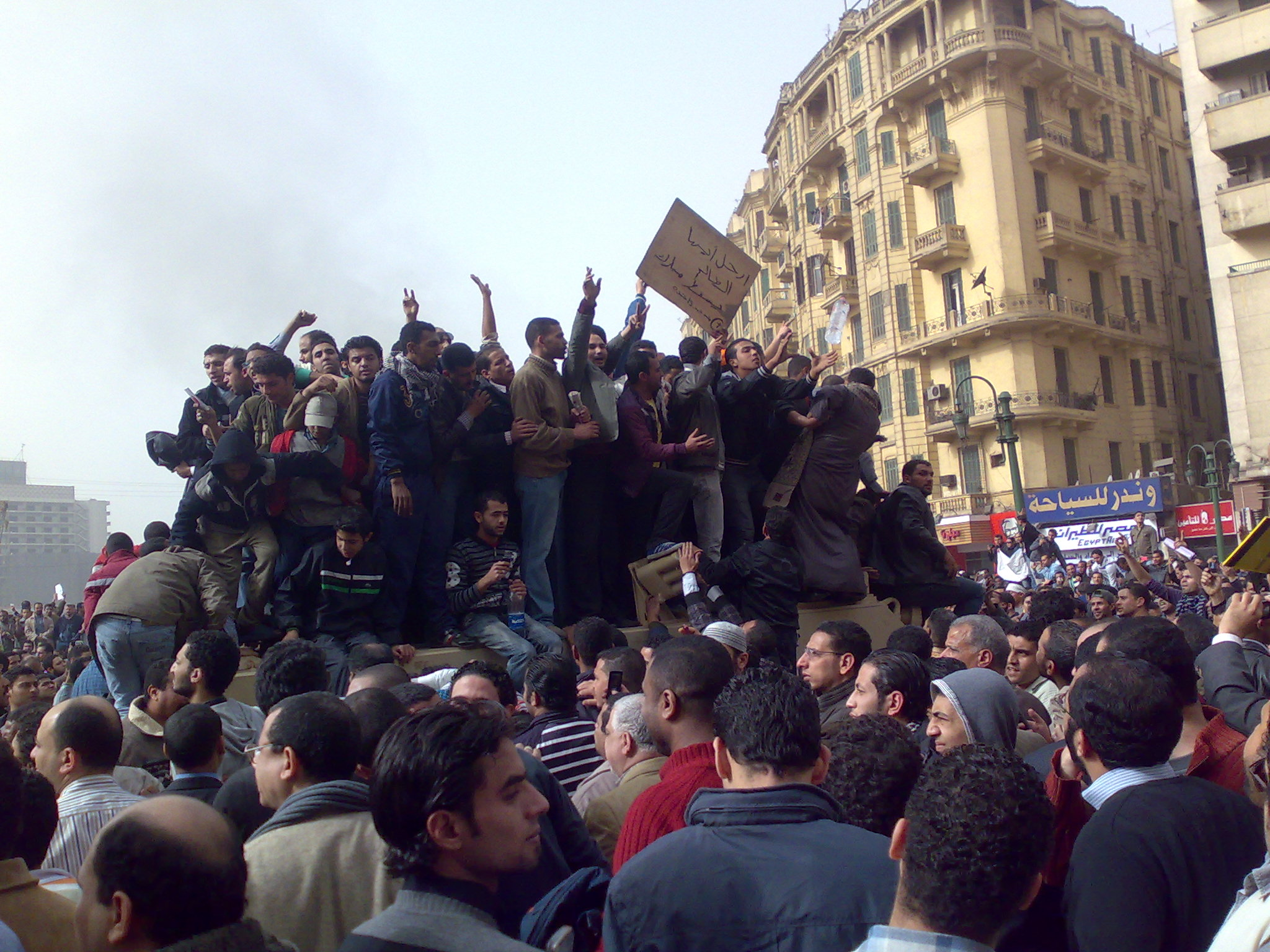
Демонстранты на танке на площади Тахрир 29 января 2011 года

- 11 февраля 2011 года под давлением оппозиции, вышедшей на улицы ещё в конце января, что привело к непрекращающимся массовым беспорядкам, Мубарак подал в отставку и передал власть Военному совету. Премьер Шафик временно сохранял свои полномочия вплоть до формирования нового правительства[2]. Военные приостановили действие конституции и распустили парламент[3]. Под влиянием продолжающихся акций протеста[4] военные пошли на ряд уступок: уже 3 марта премьер Шафик был вынужден подать в отставку (его сменил Эссам Шараф, бывший министр транспорта[5]), 15 марта распущена служба госбезопасности, которая считалась главной опорой режима Мубарака[6]. 19 марта прошел референдум по изменению конституции, которая ограничила власть президента (4 года вместо 6, запрет на 3 срок, отмена чрезвычайных полномочий)[7].

- 3 июля 2013 года (около 23:00) в Египте произошёл военный переворот, президент Мурси был арестован. Военный переворот поддержала секулярная оппозиция, коптская церковь и Мохаммед Барадей (скоро, впрочем, от этой поддержки отказавшийся). Временным главой государства стал председатель Конституционного суда страны Адли Мансур.

- 18 января 2014 года вступила в силу новая конституция. После этого, выборы президента и парламента должны быть проведены в июне 2014 года 24 марта 2014 года, 529 сторонников Мурси были приговорены к смерти, в то время как суд над самим Мурси все еще продолжался. После вынесения окончательного приговора 492 смертельных приговора были заменены пожизненным заключением, 37 оставлены в силе. 28 апреля состоялся еще один массовый протест, в котором 683 сторонника Мурси были приговорены к смертной казни за убийство одного полицейского.  В 2015 году Египет участвовал во вмешательстве Саудовской Аравии в Йемен.